# Азинари ди Сан-Марцано, Филиппо
Филиппо Антонио Мария Азинари, маркиз ди Сан-Марцано (итал. Filippo Antonio Maria Asinari di San Marzano; во Франции был известен, как Антуан Мари Филипп Азинари де Сен-Марсан; фр. Antoine Marie Philippe Asinari de Saint-Marsan; 10 декабря 1761, Турин, Сардинское королевство — 15 июля 1828 или 19 июля 1828, Турин, Турин) — сардинский и французский дипломат и государственный деятель. 
Французский посол в Пруссии (1808—13) и сенатор (1813—14), регент Пьемонта (1814), сардинский полномочный представитель на Венском конгрессе, военный министр (1815—1817) и министр иностранных дел (1817—1821). 
Генерал-майор сардинской службы (1814), кавалер ордена Благовещения (1820), александровский кавалер (1815). 

## Биография
Родился в 1767 году в Турине в дворянской семье придворного — камергера двора Филиппо Валентино Азинари. Турин был столицей независимого Сардинского королевства, которое в то время состояло из богатых владений в континентальной Италии (исторической области Пьемонт с центром в Турине, а также графства Ницца и графства Савойя) и менее развитого в экономическом отношении острова Сардиния, по которому королевство было названо, но который играл второстепенную роль. Королевские дворцы и резиденции высшей аристократии находились, в основном, в Турине и в окрестностях. Королевством правил Савойский дом (потомки правителей одноименного графства, в своё время бывшего независимым). За время карьеры Азинари на троне Сардинии сменилось последовательно четыре его представителя-короля. 
Азинари получил образование в Падуанском университете, а в 1792 году, с началом Французских революционных войн, поступил офицером в сардинскую армию. Образованный и знатный юноша быстро стал флигель-адъютантом короля Виктора Амадея III (правил в 1773—1796 годах), который давал ему различные важные поручения. В частности, во время Итальянской кампании 1796 года, Азинари, в чине подполковника, участвовал в переговорах в Кераско между представителями Сардинии и французским командующим, генералом Бонапартом. 
В 1798 году Франция аннексировала континентальные владения Сардинии, причём именно Азинари подписал капитуляцию цитадели Турина. Король и королевский двор удалились на остров Сардиния под защиту британского флота. 
Фельдмаршал Суворов во время Итальянского похода совместно с австрийскими союзниками освободил эти земли от французов (1799), но, после ухода из Италии русских войск, вернувшийся из Египта Наполеон разгромил австрийцев при Маренго и аннексировал Пьемонт, Ниццу и Савойю повторно (1801). 
В 1801 году Азинари был отправлен следующим королём Сардинии Карлом Эммануилом IV (правил в 1796—1802 годах) на переговоры в Париж, которые закончились ничем: вернуть утраченные территории не удалось. Более того, Наполеон издал указ, которым грозил конфискацией имущества и другими карами тем пьемонтским дворянам, которые решили бы покинуть отошедшие к Франции территории и отправиться на Сардинию ко двору своего короля.
В этих условиях Азинари принял решения не возвращаться в Сардинию и жил в своём родовом замке, как частное лицо. В 1807 году он поступил на службу к Наполеону. Наполеон, который знал Азинари лично ещё со времён переговоров в Кераско, возвёл его в графы империи и направил французским послом в Берлин (1808—13).
С 1813 года Азинари заседал в Париже в Сенате. Весной 1814 года он стал одним из членов самопровозглашённого правительства, которое Талейран сформировал в Париже, для того, чтобы добиться отречения Наполеона. 
После падения Наполеона (1814), Азинари, не без участия Талейрана, был утверждён победившими державами — Россией, Пруссией, Великобританией и Австрией,  регентом Пьемонта и оставался таковым вплоть до прибытия в Турин с острова Сардиния короля Виктора Эммануила I (правил в 1802— 1821 годах). Король после этого направил Азинари своим полномочным послом на Венский конгресс, где тот смог добиться возвращения королевству большей части утраченных владений. В 1815 году Азинари, произведённый годом ранее в генерал-майоры сардинской армии, стал военным министром, и в этом качестве провёл коренную реформу сардинской армии.
Он впервые в истории королевства установил призывной принцип комплектования армии, учредил военную академию и дом инвалидов для проживания пожилых и увечных воинов. Умело используя итальянские кадры наполеоновской армии и полученный ими за предыдущие два десятка лет военный опыт, Азинари за два года полностью перестроил сардинскую армию по современному европейскому образцу. 
В 1817 году Азинари был назначен министром иностранных дел. Когда в 1820 году Пьемонт оказался охвачен революционными беспорядками, Азинари спешно вернулся с Лайбахского конгресса и посоветовал королю Виктору Эммануилу I отречься в пользу брата, Карла Феликса (правил в 1821—1831 годах). Это спасло сардинскую монархию: Виктор Эммануил выехал из Турина в Ниццу, самый спокойный город Сардинского королевство, а Карл Феликс, спешно вернувшись из Неаполя, столицы Королевства Обеих Сицилий, где находился с государственным визитом, достаточно быстро подавил восстание при помощи союзных австрийских войск (1821).
Азинари был награждён высшим сардинским орденом Благовещения (1820), русским орденом Святого Александра Невского (1815) и целым рядом других наград. С 1822 году он занимал почётную должность великого камергера (обер-камергера) королевского двора.
Азинари был также известен, как коллекционер произведений искусства. Он был женат и имел семерых сыновей. 
Скончался Филиппо Антонио Азинари ди Сан-Марцано  в Турине в 1828 году.